# دومينيك ألين
دومينيك ألين (بالإنجليزية: Dominique Allen)‏ (10 سبتمبر 1989 في المملكة المتحدة - ) هي لاعبة كرة سلة بريطانية في مركز هجوم صغير الجسم، شاركت في الألعاب الأولمبية الصيفية 2012.

## وصلات خارجية
- دومينيك ألين على موقع الاتحاد الدولي لكرة السلة (الإنجليزية)
- دومينيك ألين على موقع كرة السلة الأوروبية.كوم (الإنجليزية)
- دومينيك ألين على موقع كلية كرة السلة في سبورتس رفرنس.كوم (الإنجليزية)
- دومينيك ألين على موقع بروبوليرز (الإنجليزية)
- دومينيك ألين على موقع أوليمبيديا (الإنجليزية)
- دومينيك ألين على موقع اللجنة الأولمبية البريطانية (الإنجليزية)